# روبرت لي جون فاي
روبرت لي جون فاي هو موسيقي ولد في 16 ديسمبر 1948 فيهونغ كونغ . وهو الأخ الأصغر لمعلم الفنون القتالية بروس لي، صهر ليندا لي كادويل وعم والد براندون لي وشانون لي، ومنتج فيلم 2010 Lee, My Brother.

## حياته
ولد لي في 16 ديسمبر 1948م في هونغ كونغ باعتباره الابن الأصغر لي هوي تشون، الأوبرا الكانتونية والممثل السينمائي الصيني الرائد في أربعينيات القرن العشرين وجريس هو. كانت غريس هو نصف صينية ونصف قوقازية (زعم أنها كاثوليكية ألمانية). أخواته الأكبر سنا هما فيبي لي وأغنيس لي وإخوانه الأكبر هم بيتر لي وبروس لي .        أسس لي فرقة موسيقية في عام 1966م وسرعان ما اشتهرت في هونغ كونغ.   
انتقل لاحقًا إلى لوس أنجلوس في الولايات المتحدة وبقي مع شقيقه الأكبر بروس. بعد وفاة بروس، أصدر روبرت ألبومًا مخصصًا له يسمى( The Ballad of Bruce Lee). كما تم إصدار أغنية واحدة من نفس العنوان.  في عام 1977، تزوج لي من مغنية وممثلة تدعى سيلفيا لاي. كان لديهم ابن يدعى كلارنس لي كا هو في عام 1980م. طلق لي ولاي في عام 1983م.
في 27 نوفمبر عام2005م كشف روبرت النقاب عن تمثال بروس لي في هونغ كونغ، احتفالًا بما كان سيكون عيد ميلاد بروس الخامس والستين.

## روابط خارجية
- روبرت لي جون فاي على موقع IMDb (الإنجليزية)
- روبرت لي جون فاي على موقع ميوزك برينز (الإنجليزية)
- روبرت لي جون فاي على موقع ديسكوغز (الإنجليزية)